# Dag Eilivsson
Dag Eilivsson (n. 1070) fue un caudillo de Bratsberg, Grenland en Noruega a finales de la Era vikinga. Participó con Magnus III de Noruega en las incursiones vikingas a las islas occidentales entre 1102 y 1103. A la muerte de Magnus, fue uno de los últimos aliados que se mantuvieron a su lado. Hay indicios que Dag también participó en las cruzadas junto a Sigurd el Cruzado, llegando a Jerusalén.
A su regreso a Bratsberg, Dag Eilivsson ordenó la construcción de la iglesia de Kapitelberget. También fundó el monasterio de Gimsøy, donde su hija Baugeid fue la primera abadesa. Su hijo, Gregorius Dagsson, fue uno de los primeros lendmann más poderosos del reino.

## Familia
Dag Eilivsson era hijo de Eilif Ormsson, y por lo tanto nieto del jarl Orm Eilivsson. Se casó con Ragnhild Skoftesdotter, hija de Skofte Ogmundsson, un caudillo de la dinastía Giskeätten y tuvieron seis hijos:
- Borghild Dagsdotter (n. 1103)
- Gyrid Dagsdotter (n. 1108)
- Sigrid Dagsdotter (n. 1110)
- Vatn-Orm Dagson (n. 1112)
- Baugeid, abadesa de Gimsøy.
- Gregorius Dagsson